# Jean-Marie Poiré
Jean-Marie Poiré (París, 10 de juliol de 1945) és un director, guionista, productor i actor francès. Actualment viu a Brussel·les.

## Biografia
Fill d'Alain Poiré i cosí germà de l'actor Yves Rénier, al començament de la seva carrera, va treballar com a fotògraf i cantant, abans de dedicar-se a l'escriptura i després a fer pel·lícules. Del 1967 al 1968 va treballar com a fotògraf amb el pseudònim d'Antonin Berg (1967-1968). Com a cantant, va formar part del grup the Frenchies, sota el pseudònim Martin Dune. El grup només va treure un àlbum, Lola Cola, en 1974. El 1975 va editar un senzill de 45 rpm en solitari, amb els títols Platon i Label motel. Aquest disc va formar part de la banda sonora de la pel·lícula Pas de problème ! de Georges Lautner.
Primer es va donar a conèixer gràcies als seus èxits amb l'l'equip d'Splendid, com Quin Nadal! (1982) o Papy fait de la résistance (1983), i després va continuar una llarga col·laboració amb Christian Clavier, en particular produint Les Visiteurs i Els àngels de la guarda, que assolirien un gran èxit de públic i de crítica.
Destaca pel seu estil de direcció: muntatges molt ràpids i desconcertats amb de vegades més de 1.000 plans per pel·lícula.

## Filmografia completa com a director-guionista
- 1978: Les Petits Câlins
- 1980: Retour en force
- 1981: Les Hommes préfèrent les grosses
- 1982: Quin Nadal!
- 1983: Papy fait de la résistance
- 1986: Twist again à Moscou
- 1989: Mes meilleurs copains
- 1991: L'operació Corned-Beef
- 1993: Les Visiteurs
- 1995: Els àngels de la guarda
- 1998: Les Couloirs du temps : Les Visiteurs 2
- 2001: Dos penjats a Chicago
- 2002: Ma femme s'appelle Maurice
- 2009: Le Grimoire d'Arkandias
- 2016: Els visitants la fan grossa

## Nominacions
- 1994: Nominacions al César a la millor pel·lícula, César al millor director i César al millor guió original o adaptació (amb Christian Clavier) per Les Visiteurs.
- 2018 : Coup de cœur al Festival Internacional de Cinema de Comèdia de Lieja[4]